# Gelbe Dungfliege
Die Gelbe Dungfliege oder Gemeine Kotfliege (Scathophaga stercoraria) ist eine Fliege aus der Familie der Dungfliegen (Scathophagidae).

## Merkmale
Die Fliegen erreichen eine Körperlänge von 5 bis 10 Millimetern. Ihr Körper ist braun gefärbt, lehmgelb bestäubt und dicht behaart. Darüber hinaus trägt das schwarz beborstete Mesonotum zwei feine dunkle Längslinien. Das Gesicht und die Palpen sind gelblich. Die Stirn ist weißgrau oder blassbraun, in der Mitte weist sie einen rotgelben, sich zum Thorax hin verengenden und dunkler werdenden Streifen auf. Der Rüssel und die Fühler sind schwarz, die Fühler tragen eine lange gefiederte Borste. Die Beine der Männchen weisen eine dichte gelblich wollige Behaarung auf. Auf den Tibien der hinteren Beinpaare befinden sich außen 11 bis 13 dunkle Borsten. Die bräunlichgrauen, transparenten Flügel sind am Vorderrand ebenso wie die Schwingkölbchen (Halteren) rotgelb. Das weibliche Abdomen ist graubraun mit schwarzer Behaarung, während das männliche wollig behaart gelblich erscheint. 

## Vorkommen und Lebensweise
Die in der Paläarktis und Nordamerika vorkommenden Tiere treten häufig auf, insbesondere nahe den Rinderweiden. Blüten werden besucht, jedoch auch kleinere Insekten mit ihrem spitzen Rüssel ausgesaugt. Zur Paarung treffen sich die Tiere auf frischem, noch warmem Dung (vor allem Kuhfladen), in den die einen Millimeter langen, mit „Seitenflügeln“ versehenen Eier gelegt werden. Daraus entwickeln sich etwa 10 Millimeter lange Larven, die im Dung andere Insektenlarven, insbesondere Zweiflüglerlarven, fressen.

## Bilder

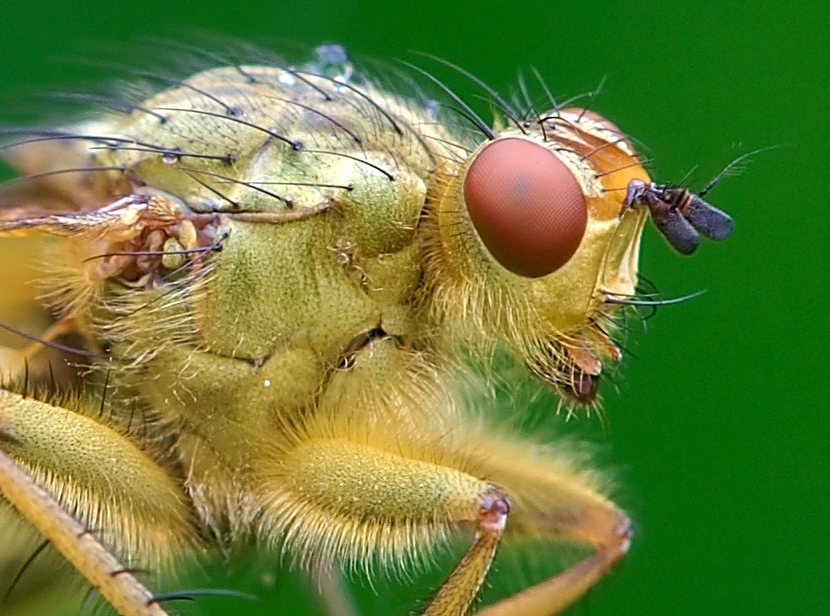
Detailaufnahme des Thorax und des Kopfes
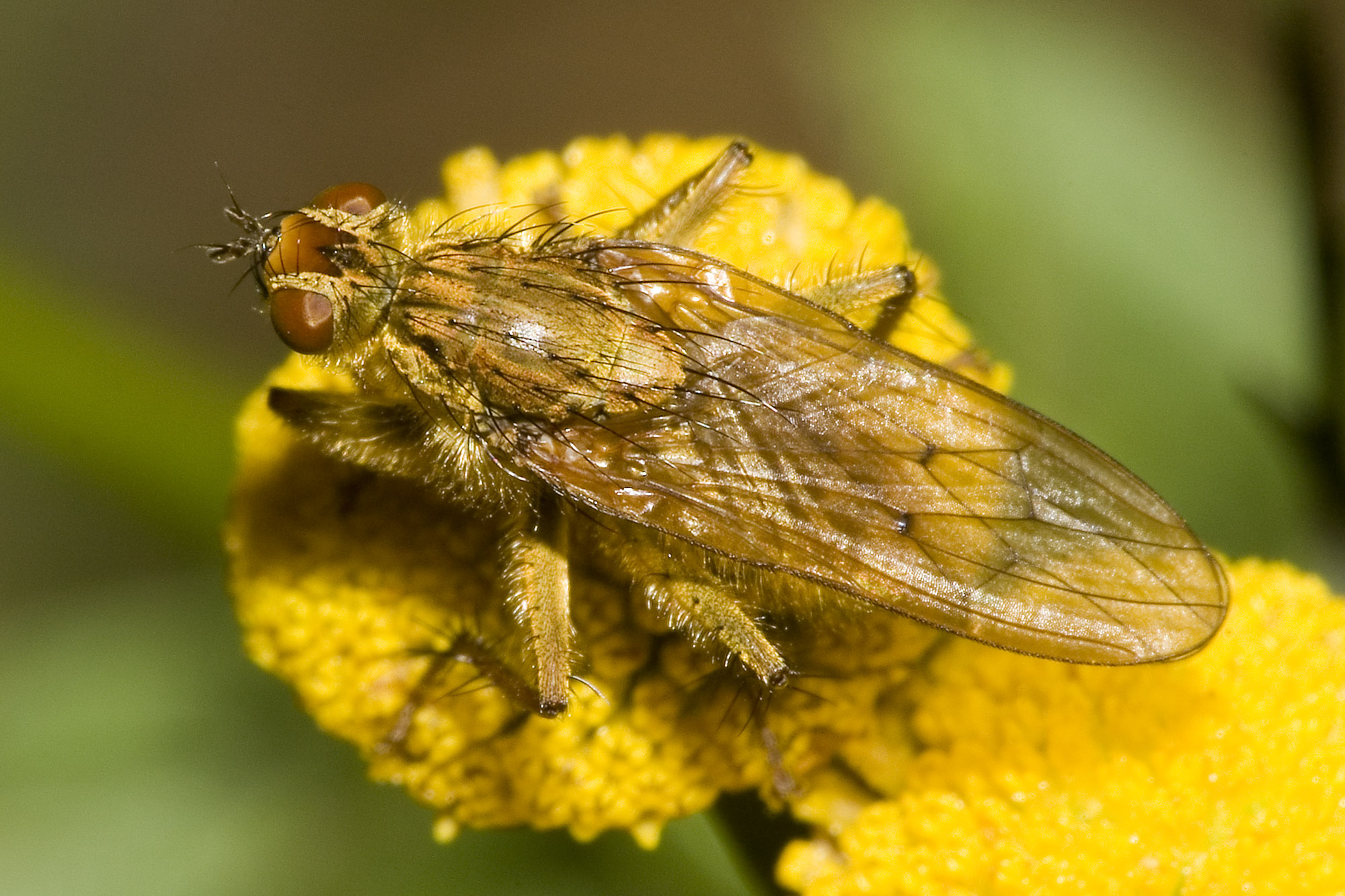
von oben
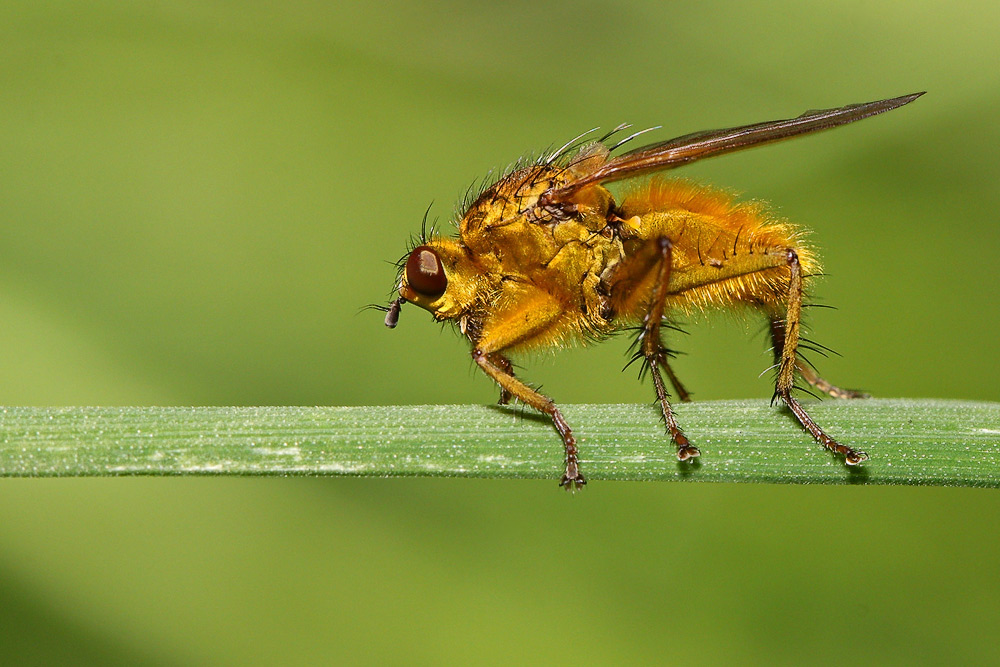
von der Seite